# Australischer Landblutegel
Der Australische Landblutegel (Chtonobdella limbata) ist eine Art der Landegel (Haemadipsidae), die am Boden von Wäldern des südöstlichen Australiens als Blut saugender Parasit verschiedene Wirbeltiere und auch den Menschen befällt. 

## Merkmale
Der längliche Körper von Chtonobdella limbata ist flaschengrün gefärbt und in der Mitte des Rückens mit einem deutlichen gelben Längsstreifen sowie mit gelblichen seitlichen Längsstreifen gezeichnet, seitlich am Rücken dicht und unregelmäßig schwarz gefleckt und ebenso am Bauch schwarz gefleckt. Das Tier wird 3 cm bis 5 cm lang und 4 mm bis 10 mm breit. Der hintere Saugnapf erreicht einen Durchmesser von etwa 10 mm. Die mittleren Segmente weisen jeweils 5 Ringel, das ganze Tier etwa 89 bis 95 Ringel auf und hat deutliche Querreihen von Papillen. Der Rücken ist auf dem hinteren Saugnapf körnig. Die männliche Geschlechtsöffnung befindet sich zwischen dem 30. und 31., die weibliche zwischen dem 37. und 38. Segment. An anderen Exemplaren befinden sich die Geschlechtsöffnungen zwischen dem 24. und 25. sowie dem 31. und 32. Segment. Chtonobdella limbata besitzt zwei ventrolaterale Kiefer mit jeweils 67 spitzen Zähnen, hat aber wie andere Chtonobdella-Arten keinen mittleren dorsalen Kiefer, wie man ihn bei den in Südostasien häufigen Landegeln der Gattung Haemadipsa findet. Die Bisswunden weisen deshalb nur zwei Einstiche auf und nicht wie bei Haemadipsa drei.

## Verbreitung und Lebensraum
Chtonobdella limbata ist in feuchten Wäldern am Waldboden und auch im niedrigen Blätterwerk zu finden. Sie ist in Neusüdwales im Südosten Australiens verbreitet und tritt auch in der Stadt Sydney auf.

## Ernährung und Bedeutung für den Menschen
Der Egel saugt Blut an verschiedenen Wirbeltieren, darunter auch an Hunden und Menschen. Der Biss gilt als ungefährlich, kann jedoch Blutungen (durch den gerinnungshemmenden Wirkstoff des Egels) und Juckreiz nach sich ziehen. Dünnere Kleidung kann durchbissen werden.